# Fidzsi ásótyúk
A fidzsi ásótyúk (Megapodius amissus) a madarak osztályának tyúkalakúak (Galliformes) rendjébe és az ásótyúkfélék (Megapodiidae) családjába tartozó faj.

## Előfordulása
A Fidzsi-szigetek legnagyobbikán, Viti Levu-n élt egykor. Csak csontjai ismertek, de a vizsgálatok azt mutatják, hogy a faj egészen a 19. századig élt. Feltehetően legközelebbi rokonai a tongai ásótyúk és a Mariana-szigeteki ásótyúk.